# ویکتوریا (مصر)
ویکتوریا یک محله در مصر است که در اسکندریه واقع شده‌است.